# Les P'tits Diables
 (mai 2018).
Améliorez-le ou discutez des points à vérifier. 
Les P'tits Diables est une série de bandes dessinées française créée par Olivier Dutto et publiée par les éditions Soleil depuis 2002.
La série est adaptée en dessin animé par Vincent Costi et produite par Futurikon et est diffusé en France et au Canada depuis 2011.

## Publication
La série est créée en 2002 sous le titre Tom et Nina,, changeant de nom pour Les P'tits Diables à partir de la deuxième édition du premier tome.
Le tome 2 de la série, C'est pas nous, reçoit le Prix jeunesse 7-8 ans du Festival d'Angoulême 2005.

## Scénario
Tom et Nina s'emploient dans une guerre typique frère-sœur, au grand désarroi de leurs parents et de leur chat domestique, Grippy.

## Personnages

### Personnages principaux
Nina Page, surnommée « L'alien », est la grande sœur de Tom, âgée de 8 ans. Son plus grand passe-temps est de faire punir son frère. Elle a rédigé un ouvrage plein d'astuces intitulé Comment faire punir son frère . Elle est malicieuse, maligne et rusée, mais aussi très méchante, prétentieuse, et considère souvent ses idées comme géniales. Elle se retrouve tous les mercredis avec ses deux copines Agnès et Solange pour développer de nouvelles idées pour son livre Comment faire punir son frère, faire des chorégraphies de Lover Moove ou encore manigancer des plans pour faire punir Tom. Tom les surnomme la bande d'aliens féroces. Nina aurait créé une bande appelée la brigade anti-frères (la BAF) qui est (apparemment) très appréciée par beaucoup de sœurs du monde entier. Nina est amoureuse d'un garçon appelé Raphaël. La millième punition infligée sur Tom par Nina est célébrée dans l'épisode C'est ma sœur la pire.
Tom Page, surnommé « Microbe », est le petit frère de Nina, âgé de 6 ans. Il admire un super-héros fictif nommé Kapitaine Kourage, et tout ce qui tourne autour des pisto-lasers (Devastator Expert IV, etc), qu'il utilise pour combattre sa sœur, croyant qu'elle est une alien (croyance qu'elle utilise afin de mieux le manipuler), afin de protéger tous les frères en danger. Il est extrêmement crédule et tombe souvent dans le piège tendu par Nina visé a le faire punir. Et il s'amuse à "pulvériser" sa sœur en lui tirant des fléchettes ou des jets d'eau avec ses pistolets. Son meilleur ami se nomme Casimir, surnommé « Kafard » ; Tom est amoureux de Maëlle, la cousine de Kafard. Dans l'épisode Le petit génie 1 et 2, on découvre qu'il est en fait aussi doué qu'elle à l'école mais qu'il est trop bête pour le comprendre. Tom est très souvent extrêmement bête et naïf, ce qui explique pourquoi Nina lui dit toujours qu'il lui manque un cerveau.
Chloé Page est la maman des P'tits Diables. Elle est quelquefois dépassée par l'imagination de Tom et Nina. Elle récompense souvent Nina avec de l'argent quand celle-ci arrive à convaincre Tom de faire les choses qu'il ne voulait pas faire comme se doucher, faire ses devoirs.
Jean Page est le papa des P'tits Diables et il a 36 ans. Un peu tire-au-flanc dans son rôle de père, il redevient parfois enfant lui-même et aime se perdre dans les jeux vidéo. Il essaie d'être drôle, mais il ne l'est pas et sa plus grande crainte s'agit de l'arrivée d'un troisième enfant dans la famille. Il n'est pas un père bien autoritaire et ne force pas ses enfants à faire grand-chose. Il aime beaucoup les pizzas.
Grippy est le chat domestique de Tom et Nina. Il est paresseux, gourmand, gros, aime manger des cookies et il est inoffensif. Il subit beaucoup d'activités sportives que lui font faire ses maîtres qui voudraient qu'il maigrisse. Tom et Nina font suivre un régime à Grippy mais ce dernier déteste les légumes et fait donc tout pour les éviter. Il pèse très précisément 11 kg et 800 g[réf. nécessaire].
Flipper est un petit poisson rouge qui vit dans un bocal dans le salon. Flipper est mort (vivant dans la série télévisée) et Tom a fait un dessin de lui sur son bocal pour remplacer sa présence.

### Personnages secondaires
- Kafard[4] : le copain de Tom, comme ce dernier il possède une sœur, âgée de 8 ans et demi qu'il déteste et qui le fait punir. Sa sœur le réduit en esclavage, ce qui agace Tom car il se laisse faire. Il s'appelle en réalité Casimir. Les deux amis se partagent souvent des idées pour lutter contre leurs sœurs. Il est le cousin de Maëlle (voir plus bas) et c'est grâce à lui qu'elle et Tom se sont rencontrés.

Il est aussi amoureux de Nina (épisode un amour de Kafard) et sur sa tête se dressent onze cheveux raides :).
- Solange et Agnès : les deux copines de Nina (Solange est la plus petite en taille, rousse foncé et est un peu grosse et Agnès est grande, châtain claire voir blonde et maigre avec un appareil dentaire). Elles viennent rendre visite à Nina tous les mercredis pour écouter Lover Moove pour faire aussi des chorégraphies, (voir plus bas) ou pour voir leur copine donner des leçons ou faire des démonstrations de méthodes pour faire punir son frère. Elles apparaissent un peu moins dès le tome 8. On voit que Nina parle un peu plus à Solange mais sa vraie meilleure amie est Agnès, Solange passant en seconde meilleure amie
- Francis Duncan: cousin de Tom et Nina. Tom et Nina l'appellent le Nain et il traite ses cousins comme des esclaves. Il apparaît dans les tomes 7, 10, 17 (mais on remarque plus son caractère dans le tome 7 et il n'a pas les mêmes idées dans le tome 10). Il a un doudou qui s'appelle Monsieur Serpent. Il est un redoutable manipulateur qui réussit toujours à attendrir les parents de Tom et Nina en jouant la victime et l'innocent, mais redevient le psychopathe qu'il est réellement dès que ces derniers ont le dos tourné. Francis est très rusé et arrive non seulement à punir ses cousins, mais peut également retourner leurs punitions contre eux. Ses différents séjours dans la maison des Page font partie des rares situation qui peuvent pousser Nina et Tom à faire la paix et s'allier contre lui.
- Kapitaine Kourage : personnage de fiction, héros de BD et de dessins animés. Il s'agit d'un super héros d'une BD que Tom adore et auquel il croit en l'existence, malgré les affirmations de Nina disant qu'il n'existe pas. Tom possède une chambre entièrement destinée à son héros que Nina aime bien insulter : "Kapitaine Kourgette/Froussard/Crétin".
- Lover Moove : chanteur, danseur et idole de Nina, cette star s'adresse surtout aux filles. Tom pense qu'il s'agit du chef alien de Nina qui cherche à envahir la Terre. Tom l'appelle "Loozer Moove" ou "Lover Morve".
- Le boucher : il s'agit d'une énorme personne (en poids et en taille) avec un chapeau de paille et des vêtements de jardinier que redoutent Tom et Nina. Ils le soupçonnent d'être un cannibale (ce qui est plus ou moins vrai). Il se promène souvent avec un gros chien gris. Ce personnage fait sa dernière apparition dans le tome 6. Il apparaît aussi dans l'épisode : Il faut manger pour vivre. Il a aussi une hache au-dessus de sa porte et a plein d'affaires de chasse comme des pièges à ours. Dans la saison 4 il est remplacé par Cannibale Joe.
- Rafael : le nouvel élève de l'école dont Nina, Solange et Agnès sont amoureuses. Il a des cheveux bleus coiffés en épines en hauteur. Il vient souvent chez Tom et Nina pour jouer avec Tom. Celui-ci, vole souvent Rafaël pour jouer avec lui au lieu de le laisser avec Nina. Il partage les passions que Tom et aime aussi Kapitaine Courage et détruire les aliens. Il aime Nina, bien qu'il ait donné la main à une autre fille, mais Nina lui pardonnera sûrement ! Il se moque souvent de Nina et ses amis à cause de ses amis Tom et Kafard (et autres gars du collège).
- Amine : Un nouveau dans la série mais aussi un très beau garçon. (Sortie en avril 2015)
- Shingo : Homme d’un âge jeune aux cheveux élégant émergeant de sous un chapeau haut de forme où figure encore l’étiquette du prix, vêtu d’un costume aux couleurs vives, ce personnage totalement déjanté célèbre de par son utilité.
- Maëlle : la cousine de Kafard, dont Tom est amoureux. Elle est bien méchante avec Kafard, mais elle devient plus aimable après avoir rencontré Tom. Elle est dans l'épisode 25 et 26 de "Tom est Amoureux".

## Bande dessinée

### Albums

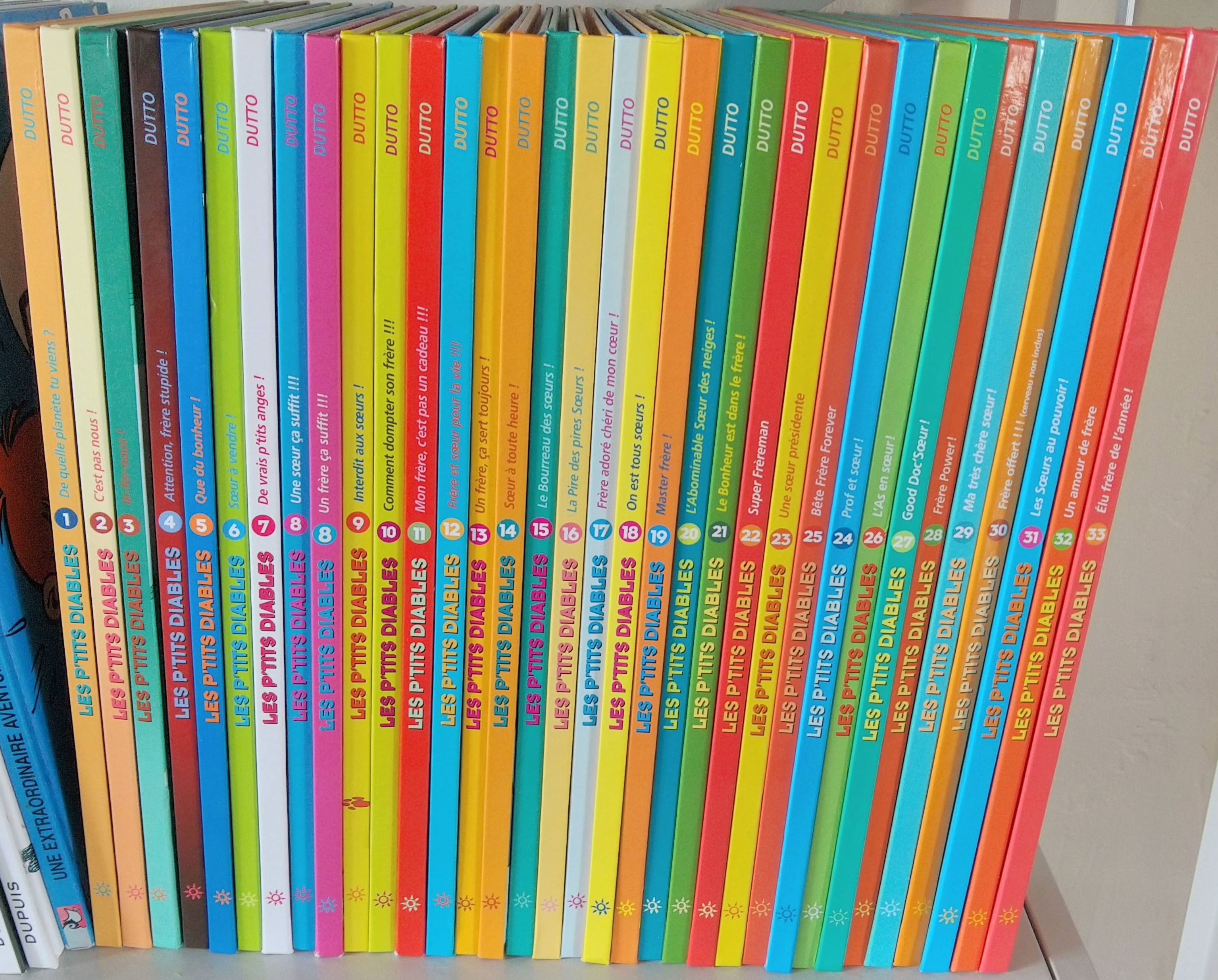
Les tomes 1 à 33

1. Les tomes 1 à 33De quelle planète tu viens ? (2004 ; 2e édition)
2. C'est pas nous ! (2004 ; prix jeunesse Angoulême 2005)
3. In-fer-naux ! (2005)
4. Attention, frère stupide ! (2005)
5. Que du bonheur ! (2006)
6. Sœur à vendre ![6] (2007)
7. De vrais p'tits anges ! (2008)
8. Un frère ça suffit /ou/ une sœur ça suffit (2008)
9. Interdit aux sœurs (2009)
10. Comment dompter son frère[7] (2010)
11. Mon frère, c'est pas un cadeau !!! (2010)
12. Frère et sœur pour la vie ! (2011)
13. Un frère, ça sert toujours (2012)
14. Sœur à toute heure (2012)
15. Le bourreau des sœurs (2013)
16. La pire des pires sœurs (2013)
17. Frère adoré chéri de mon cœur (2014)
18. On est tous sœurs ! (2014)
19. Master Frère (2015)
20. L'abominable sœur des neiges (2015)
21. Le bonheur est dans le frère (2016)
22. Super FrèreMan (2016)
23. Une sœur présidente (2017)
24. Prof et sœur (2017)
25. Bête Frère Forever (2018)
26. L'as en sœur (2018)
27. Good Doc'Sœur (2019)
28. Frère Power ! (2019)
29. Ma très chère sœur ! (2020)
30. Frère offert !!! (cerveau non inclus (2020)
31. Les sœurs au pouvoir ! (2021)
32. Un amour de frère (2021)[8]
33. Élu frère de l'année ! (2022)[8]
34. L'influente sœur !  (2022)[8]
35. Danger sœur baveuse !  (2023)[8]

- Best of (2005)
- Morceaux choisis (2010)
- 3D (2011)
- Ça va être ta fête maman ! (2013)
- Ça va être ta fête papa ! (2013)
- Compil' Goût Vacances ! (2019)
- Compil' Un Été D'enfer ! (2022)
- Une grande aventure des P'tits Diables (2023)

## Série d'animation
La série de bande dessinée Les P'tits Diables avec les quatre saisons a été adaptée en série d'animation, produite chez Futurikon et réalisée par Marc Boréal. En France, elle est initialement diffusée sur la chaîne de télévision M6 dans l'émission M6 Kid. Elle est par la suite diffusée sur Canal+ Family, TV5 Monde et sur Télétoon+. Au Québec, elle est diffusée à partir du 2 avril 2011 à Télé-Québec. 
Distribution
- Sauvane Delanoë : Tom Page
- Audrey Sablé : Nina Page
- Barbara Tissier : Chloé Page / Agnès
- Emmanuel Garijo (saisons 1 à 3) puis Martial Le Minoux (saison 4) : Jean Page / Voix additionnelles
- Dorothée Pousséo (saison 3)  puis Karl-Line Heller (saison 4) : Maëlle / Daphné (2e voix uniquement)
- Olivia Luccioni (saisons 1 à 3) puis Benjamin Bollen (saison 4) : Kafard / Mme Tomassone (1re voix uniquement)
- Charlyne Pestel (saisons 1 à 3) puis Frédérique Marlot (saison 4) : Solange / Francis / Mme Tomassone (2e voix uniquement)

 Source et légende : version française (VF) sur RS Doublage
- Version originale
  - Studio : Piste Rouge
  - Direction artistique : Valérie Siclay puis Emmanuel Fouquet
  - Voix témoins : Brigitte Lecordier, Louis Lecordier et Benjamin Bollen (saison 4)

### Liste des épisodes
| Saison | Saison | Épisodes | Segments | France            | France          | Québec          | Québec           |
| Saison | Saison | Épisodes | Segments | Début de saison   | Fin de saison   | Début de saison | Fin de saison    |
| ------ | ------ | -------- | -------- | ----------------- | --------------- | --------------- | ---------------- |
|        | 1      | 26       | 52       | 26 septembre 2012 | 6 novembre 2013 | 2 avril 2011    | 19 décembre 2012 |
|        | 2      | 13       | 26       | 10 janvier 2014   | 23 juin 2015    |                 |                  |
|        | 3      | 28       | 52       | 9 janvier 2017    | 4 décembre 2017 |                 |                  |
|        | 4      | 13       | 26       | 25 novembre 2021  | 4 février 2022  |                 |                  |

#### Première saison (2012-2013)
| №  | #   | Titre de l'épisode              | Diffusion originale | Diffusion québécoise |
| -- | --- | ------------------------------- | ------------------- | -------------------- |
| 1  | 1a  | L'heure du bain                 | 31 octobre 2012     | 9 avril 2011         |
| 1  | 1b  | Cousin Francis                  | 26 septembre 2012   | 9 avril 2011         |
| 2  | 2a  | Vive les courses                | 24 octobre 2012     | 16 juillet 2011      |
| 2  | 2b  | La petite souris                | 24 octobre 2012     | 2 avril 2011         |
| 3  | 3a  | Opération sauvetage             | 7 novembre 2012     | 16 avril 2011        |
| 3  | 3b  | Adieu Kapitaine Kourage         | 7 novembre 2012     | 28 mai 2011          |
| 4  | 4a  | À nous la télé                  | 17 octobre 2012     | 14 mai 2011          |
| 4  | 4b  | Opération vide-grenier          | 14 novembre 2012    | 14 mai 2011          |
| 5  | 5a  | C'est ma sœur la pire           | 10 octobre 2012     | 7 mai 2011           |
| 5  | 5b  | L'argent de poche               | 10 octobre 2012     | 11 juin 2011         |
| 6  | 6a  | Mission infiltration            | 5 décembre 2012     | 25 juin 2011         |
| 6  | 6b  | Le gâteau d'anniversaire        | 21 novembre 2012    | 25 juin 2011         |
| 7  | 7a  | Les p'tits écolos               | 3 octobre 2012      | 18 juin 2011         |
| 7  | 7b  | On oublie tout et on recommence | 3 octobre 2012      | 9 juillet 2011       |
| 8  | 8a  | Nina lit l'avenir               | 23 avril 2013       | 27 août 2011         |
| 8  | 8b  | La souris Tomate                | 28 novembre 2012    | 27 août 2011         |
| 9  | 9a  | Faux départ                     | 30 juillet 2013     | 2 juillet 2011       |
| 9  | 9b  | Le cahier de vacances           | 30 juillet 2013     | 4 juin 2011          |
| 10 | 10a | Avis de recherche               | 14 mai 2013         | 3 septembre 2011     |
| 10 | 10b | Super assistant                 | 14 mai 2013         | 17 septembre 2011    |
| 11 | 11a | Le ticket gagnant               | 11 juin 2013        | 20 septembre 2011    |
| 11 | 11b | Œil pour œil, dent pour dent    | 9 juillet 2013      | 20 septembre 2011    |
| 12 | 12a | Les cadeaux de Noël             | 20 août 2013        | 21 septembre 2011    |
| 12 | 12b | Le bulletin de notes            | 20 août 2013        | 22 septembre 2011    |
| 13 | 13a | TV alien                        | 13 août 2013        | 15 octobre 2011      |
| 13 | 13b | Seuls dans la nuit              | 25 juin 2013        | 15 octobre 2011      |
| 14 | 14a | Apprentis mécanos               | 27 août 2013        | 23 septembre 2011    |
| 14 | 14b | Ma sœur est une alien           | 27 août 2013        | 23 novembre 2011     |
| 15 | 15a | La zizanie                      | 6 août 2013         | 19 décembre 2011     |
| 15 | 15b | Miss Bungalow                   | 6 août 2013         | 20 décembre 2011     |
| 16 | 16a | La récitation                   | 18 juin 2013        | 21 décembre 2011     |
| 16 | 16b | Il faut manger pour vivre       | 4 juin 2013         | 21 décembre 2011     |
| 17 | 17a | Quand Flipper flippe            | 7 mai 2013          | 22 décembre 2011     |
| 17 | 17b | L'école buissonnière            | 7 mai 2013          | 23 décembre 2011     |
| 18 | 18a | Le petit troisième              | 28 mai 2013         | 26 décembre 2011     |
| 18 | 18b | Nina Moove                      | 16 juillet 2013     | 26 décembre 2011     |
| 19 | 19a | Rafaël le nouveau               | 23 juillet 2013     | 27 décembre 2011     |
| 19 | 19b | Où sont les parents ?           | 23 juillet 2013     | 28 décembre 2011     |
| 20 | 20a | Pas chez Francis                | 2 juillet 2013      | 29 décembre 2011     |
| 20 | 20b | Voisin voisine                  | 2 juillet 2013      | 30 décembre 2011     |
| 21 | 21a | Maison à vendre                 | 3 septembre 2013    | 26 janvier 2012      |
| 21 | 21b | Cloués au lit                   | 11 septembre 2013   | 26 janvier 2012      |
| 22 | 22a | Rendez-vous chez le dentiste    | 9 octobre 2013      | 9 février 2012       |
| 22 | 22b | L'affaire des chaussures        | 9 octobre 2013      | 23 mars 2012         |
| 23 | 23a | Les p'tits chefs                | 18 septembre 2013   | 6 mai 2012           |
| 23 | 23b | P'tit frère à volonté           | 23 octobre 2013     | 6 mai 2012           |
| 24 | 24a | Ma sœur chérie                  | 16 octobre 2013     | 17 juin 2012         |
| 24 | 24b | Lequel tu préfères ?            | 25 septembre 2013   | 17 juin 2012         |
| 25 | 25a | La dédicace                     | 6 novembre 2013     | 2 août 2012          |
| 25 | 25b | Nos amis les poux               | 2 octobre 2013      | 2 août 2012          |
| 26 | 26a | Joyeux Halloween                | 30 octobre 2013     | 12 décembre 2012     |
| 26 | 26b | On assure sans maman            | 30 octobre 2013     | 19 décembre 2012     |

#### Deuxième saison (2014-2015)
| №  | #   | Titre de l'épisode                            | Diffusion originale          |
| -- | --- | --------------------------------------------- | ---------------------------- |
| 27 | 1a  | La vie en deux                                | 3 mars 2014                  |
| 27 | 1b  | La momo technique                             | 3 mars 2014                  |
| 28 | 2a  | Le cobaye                                     | 4 mars 2014                  |
| 28 | 2b  | Papa pas drôle                                | 4 mars 2014                  |
| 29 | 3a  | La guerre des œufs                            | 5 mars 2014                  |
| 29 | 3b  | Super maman                                   | 5 mars 2014                  |
| 30 | 4a  | Mission accomplie                             | 6 mars 2014                  |
| 30 | 4b  | Caméra gag                                    | 6 mars 2014                  |
| 31 | 5a  | Enfin seul                                    | 10 juin 2014                 |
| 31 | 5b  | Régime sec                                    | 7 novembre 2014              |
| 32 | 6a  | Les p'tits maîtres                            | 7 novembre 2014              |
| 32 | 6b  | La collec                                     | 11 juin 2014                 |
| 33 | 7a  | C'est mon anniversaire                        | 7 mars 2014 9 juin 2014      |
| 33 | 7b  | Grippy le terrible                            | 7 mars 2014 9 juin 2014      |
| 34 | 8a  | Des amours de p'tits diables                  | 16 juin 2014                 |
| 34 | 8b  | Une chambre pour deux                         | 16 juin 2014                 |
| 35 | 9a  | Y a-t-il un cerveau dans la tête de mon frère | 17 juin 2014                 |
| 35 | 9b  | Spatial Tom                                   | 14 novembre 2014             |
| 36 | 10a | Archéologues en herbes [sic]                  | 19 juillet 2014 23 juin 2014 |
| 36 | 10b | Un look de microbe                            | 19 juillet 2014 23 juin 2014 |
| 37 | 11a | Sauve qui peut !                              | 24 juin 2014                 |
| 37 | 11b | Les p'tits casse-pieds                        | 24 juin 2014                 |
| 38 | 12a | A qui le tour ?                               | 30 juin 2014                 |
| 38 | 12b | Le talisman de Kapitaine Kourage              | 30 juin 2014                 |
| 38 | 12b | Soirée potes                                  | 15 juin 2015                 |
| 39 | 13a | Opération infiltration                        | 23 juin 2015                 |
| 39 | 13a | Au ski avec Francis                           | 6 octobre 2014               |
| 39 | 13b | Les survivants du jardin                      | 17 octobre 2014              |

#### Troisième saison (2016-2017)
| N° | #   | Titre de l'épisode                   | Diffusion originale                                                                       |
| -- | --- | ------------------------------------ | ----------------------------------------------------------------------------------------- |
| 40 | 1a  | Le tatouage secret                   | 25 novembre 2016                                                                          |
| 40 | 1a  | Le tatouage secret                   | 10 janvier 2017                                                                           |
| 40 | 1b  | L'alien invisible                    | 11 janvier 2017                                                                           |
| 41 | 2a  | Tom de la jungle                     | 9 janvier 2017                                                                            |
| 41 | 2b  | Un vrai p'tit ange                   | 21 février 2017                                                                           |
| 42 | 3a  | Un amour de Kafard                   | 9 décembre 2016                                                                           |
| 42 | 3a  | Un amour de Kafard                   | 7 mars 2017                                                                               |
| 42 | 3b  | Cours très particuliers              | 22 février 2017                                                                           |
| 43 | 4a  | Tout pourri                          | 23 février 2017                                                                           |
| 43 | 4b  | Une star est née                     | 31 mai 2017                                                                               |
| 44 | 5a  | La flûte anti-alien                  | 24 février 2017                                                                           |
| 44 | 5b  | Les p'tits malades                   | 24 février 2017                                                                           |
| 45 | 6a  | Les tutos de Nina                    | (Sonic Mania) - 15 août 2017 (6) - 16 août 2017 (7) - 29 août 2017 (8) - 30 août 2017 (9) |
| 45 | 6b  | Le kalvaire de Kapitaine Kourage     | (Sonic Mania) - 15 août 2017 (6) - 16 août 2017 (7) - 29 août 2017 (8) - 30 août 2017 (9) |
| 46 | 7a  | Oh les amoureux                      | (Sonic Mania) - 15 août 2017 (6) - 16 août 2017 (7) - 29 août 2017 (8) - 30 août 2017 (9) |
| 46 | 7b  | Le goûter de l'espace                | (Sonic Mania) - 15 août 2017 (6) - 16 août 2017 (7) - 29 août 2017 (8) - 30 août 2017 (9) |
| 47 | 8a  | Kapitaine "Allergie"                 | (Sonic Mania) - 15 août 2017 (6) - 16 août 2017 (7) - 29 août 2017 (8) - 30 août 2017 (9) |
| 47 | 8b  | "Flipper" de "famille"               | (Sonic Mania) - 15 août 2017 (6) - 16 août 2017 (7) - 29 août 2017 (8) - 30 août 2017 (9) |
| 48 | 9a  | Opération "rangement"                | (Sonic Mania) - 15 août 2017 (6) - 16 août 2017 (7) - 29 août 2017 (8) - 30 août 2017 (9) |
| 48 | 9b  | Les "passages secrets"               | (Sonic Mania) - 15 août 2017 (6) - 16 août 2017 (7) - 29 août 2017 (8) - 30 août 2017 (9) |
| 49 | 10a | Les jeux "Interninactiques"          | 18 septembre 2017                                                                         |
| 49 | 10b | "Être ou ne pas être" un super héros | 20 septembre 2017                                                                         |
| 49 | 10b | "Être ou ne pas être" un super héros | 24 novembre 2017                                                                          |
| 50 | 11a | Double "jeu"                         | 19 septembre 2017                                                                         |
| 50 | 11b | "Troque" maison                      | 19 septembre 2017                                                                         |
| 51 | 12a | Kapitaine "Karnaval"                 | 19 septembre 2017                                                                         |
| 51 | 12b | "Prem's" au bain                     | 19 septembre 2017                                                                         |
| 52 | 13  | Tom est "amoureux"                   | 21 septembre 2017                                                                         |
| 53 | 14  | Tom est "amoureux"                   | 21 septembre 2017                                                                         |
| 54 | 15a | L'identité "secrète"                 | 29 septembre 2017                                                                         |
| 54 | 15b | Dans la "peau de Nina"               | 29 septembre 2017                                                                         |
| 55 | 16a | Le retour de "cousin Francis"        | 16 octobre 2017                                                                           |
| 55 | 16b | Tout "sauf la vérité"                | 16 octobre 2017                                                                           |
| 56 | 17a | "Reviens", papa                      | 16 octobre 2017                                                                           |
| 56 | 17b | A moi "le drone"                     | 16 octobre 2017                                                                           |
| 57 | 18a | L' "anniversaire" de Maëlle          | 17 octobre 2017                                                                           |
| 57 | 18b | La "révolte des frères"              | 17 octobre 2017                                                                           |
| 58 | 19a | Panne d' "inspiration"               | 17 octobre 2017                                                                           |
| 58 | 19b | "Ras le bol" des "râleurs"           | 17 octobre 2017                                                                           |
| 59 | 20a | Un "amoureux mystérieux"             | 18 octobre 2017                                                                           |
| 59 | 20b | Le "dressage" de Grippy              | 18 octobre 2017                                                                           |
| 60 | 21a | Y fait quoi "papa" ?                 | 18 octobre 2017                                                                           |
| 60 | 21b | Alerte au "serpent"                  | 18 octobre 2017                                                                           |
| 61 | 22a | Alien "Party"                        | 11 novembre 2017                                                                          |
| 61 | 22b | L' "arche" de Tom                    | 11 novembre 2017                                                                          |
| 62 | 23a | Le "Ninascope"                       | 17 novembre 2017                                                                          |
| 62 | 23b | Maître "Francis"                     | 17 novembre 2017                                                                          |
| 63 | 24a | Pas de "télé pour les braves"        | 3 décembre 2017                                                                           |
| 63 | 24b | C'est bon d'être "une fille"         | 3 décembre 2017                                                                           |
| 64 | 25a | Microbe a "vendre"                   | 27 octobre 2017                                                                           |
| 64 | 25b | Départ "en colo"                     | 27 octobre 2017                                                                           |
| 65 | 26  | Le "p'tit génie"                     | 4 décembre 2017                                                                           |
| 66 | 27  | Le "p'tit génie"                     | 4 décembre 2017                                                                           |
| 67 | 28a | La "journée" de "repos"              | 23 octobre 2017                                                                           |
| 67 | 28b | Maman ça va être "ta fête"           | 23 octobre 2017                                                                           |

#### Quatrième saison (2021-2022)
| N° | #   | Titre de l'épisode                               | Diffusion originale |
| -- | --- | ------------------------------------------------ | ------------------- |
| 68 | 1a  | Un amour des "p'tits pulls"                      | 25 novembre 2021    |
| 68 | 1b  | Plein les "dents" !                              | 26 novembre 2021    |
| 69 | 2a  | Touche...pas...à...mon..."banc" !                | 20 décembre 2021    |
| 69 | 2b  | La grande mute- mutation commence !              | 21 décembre 2021    |
| 70 | 3a  | Le retour de "On oublie tout et on recommence !" | 22 décembre 2021    |
| 70 | 3a  | "Star" attitude                                  | 22 décembre 2021    |
| 70 | 3b  | Dans l' "sens" du "poilu"                        | 23 décembre 2021    |
| 71 | 4a  | L'enfer du "D&CO"                                | 24 décembre 2021    |
| 71 | 4b  | Le retour de "Oh, les amoureux !"                | 24 décembre 2021    |
| 71 | 4b  | Saint-Valentin pour "tous" !                     | 24 décembre 2021    |
| 72 | 5a  | Alien en "série"                                 | 10 janvier 2022     |
| 72 | 5b  | Cookies et coups "fourrés"                       | 10 janvier 2022     |
| 73 | 6a  | La "reine" des "sirènes"                         | 12 janvier 2022     |
| 73 | 6b  | C'est pas la "fin du monde" !                    | 12 janvier 2022     |
| 74 | 7a  | Une "journée" avec Daphné                        | 14 janvier 2022     |
| 74 | 7b  | Alerte "au loup, garou !"                        | 14 janvier 2022     |
| 75 | 8a  | Ma sœur est une "mytho"                          | 11 janvier 2022     |
| 75 | 8b  | "Jingle" d'enfer                                 | 11 janvier 2022     |
| 76 | 9a  | "Ma boule" de cristal                            | 17 janvier 2022     |
| 76 | 9b  | La "mauvaise" alien                              | 17 janvier 2022     |
| 77 | 10a | "Ouh, lah !" Copieuse-euh !                      | 19 janvier 2022     |
| 77 | 10b | Méta "morph oses"                                | 19 janvier 2022     |
| 78 | 11a | Wanted..."Tom" ?                                 | 21 janvier 2022     |
| 78 | 11b | "BB" a disparu "                                 | 21 janvier 2022     |
| 79 | 12a | Une journée avec Daphné                          | 1er février 2022    |
| 79 | 12b | Ma sœur est une mytho                            | 1er février 2022    |
| 80 | 13a | L'enfer du décor                                 | 2 février 2022      |
| 80 | 13b | T'as pas d'mémoire qui flanche                   | 2 février 2022      |
| 81 | 14a | Opération identification                         | 3 février 2022      |
| 81 | 14b | La paix                                          | 3 février 2022      |
| 82 | 15a | C'est qui l'expert                               | 4 février 2022      |
| 82 | 15b | Le dernier mot                                   | 4 février 2022      |